# اوژن شولر

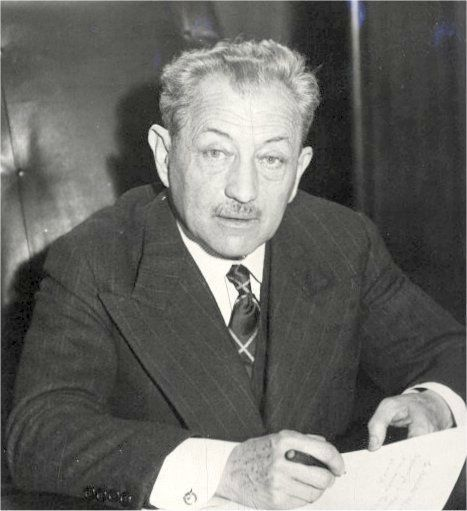
تصویری از اوژن شولر

اوژن پل لوئی شولر (به فرانسوی: Eugène Paul Louis Schueller) (زاده ۲۰ مارس ۱۸۸۱ - درگذشته ۲۳ اوت ۱۹۵۷) شیمی‌دان، بازرگان و صنعتگر فرانسوی بود. اوژن شولر همچنین به‌عنوان یکی از بنیان‌گذاران تبلیغات مدرن در جهان، شناخته می‌شود. 
او در ١٩٠۷، پس از اختراع نخستین رنگ مو، «شرکت رنگ بی‌خطر برای مو» را تأسیس کرد و پس از آن بسرعت محصولات دیگری را در همین حوزه به فراورده‌های خود افزود.
در ژوئیه ١٩٠٩ شرکت لوازم آرایشی و زیبایی لورئال را تأسیس کرد که امروزه یکی از بزرگترین تولیدکنندگان لوازم آرایشی و زیبایی جهان به‌شمار می‌آید.
بیشتر سهام شرکت لورئال، تحت مالکیت فرزند وی لیلیان بتانکور بود که پس از درگذشت لیلیان در سپتامبر ۲۰۱۷، دختر او «فرانسواز بتانکور مییر» وارث ثروت و شرکت لورئال شد.